# Жорства

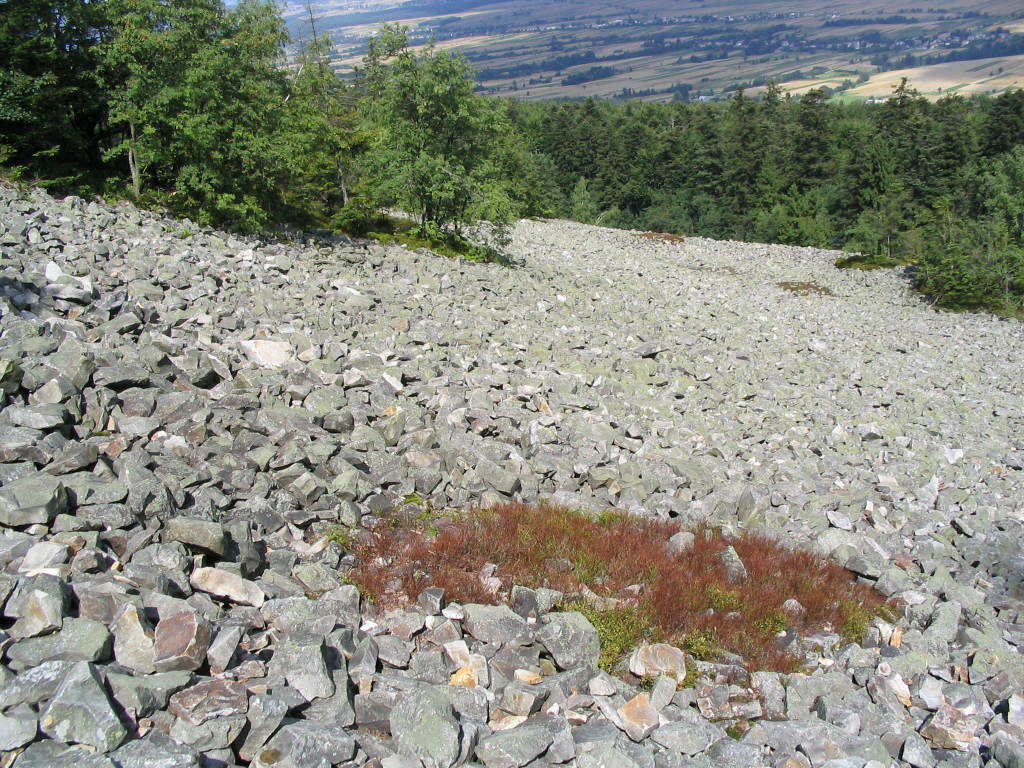
Куруми — кам'яні потоки. Жорства.

Жорства́ (рос. дресва, англ. gruss, debris, scree, нім. Grus m, Moderstein m, Steinschutt m, Steinschlag m) — продукти вивітрювання гірських порід, що складаються з гострокутних незцементованих уламків порід або мінералів розміром 1-10 мм. Входить, зокрема, до складу курумів.
Жорства — це скупчення кутастих, грубозернистих фрагментів (частинок піску та гравію), що утворюються в результаті гранулярного розпаду внаслідок процесів хімічного та механічного вивітрювання кристалічних порід (особливо гранітоїдів), зазвичай у посушливому або напівпосушливому регіоні.  Жорства, закріплена в пісковику, утворює аркозовий пісковик.
У європейському контексті більшість сапролітових мантій пізнього кайнозойського віку складаються з дресви, на відміну від мезозойських та ранньокайнозойських сапролітів, що складаються з каолінітового та фералітового матеріалу.